# 곶의 마요이가
《곶의 마요이가》(일본어: 岬のマヨイガ, 영어: The house of the lost on the cape)은 2021년에 개봉한 일본의 가족, 판타지, 애니메이션, 드라마 영화이다. 카시와바 사치코가 지은 같은 이름의 소설을 바탕으로 한다.
 카와츠라 신야가 감독을 요시다 레이코가 각본을 맡았다.
 일본은 2021년 8월 27일에 대한민국은 2022년 2월 3일에 개봉되었다.

## 줄거리
부모님을 잃은 사고의 충격으로 목소리를 잃어버린 8살 히요리와

방황하는 17세 유이는 우연히 만난 할머니 키와와 바다가 보이는

마요이가에 도착하는데 마요이가는 도호쿠 지역의 이와테현의 전설 중

하나인 길 잃고 헤매다 찾아온 방문자에게 부를 가져다 준다는 움직이는 집의

이름과 같았고 이곳에서 혈연관계 없는 새로운 가족들의 공동생활이 시작되는데...

## 출연진

### 주연
- 아시다 마나 - 유이 목소리 역
- 오타케 시노부 - 키와 목소리 역
- 아와노 사리 - 히요리 목소리 역

### 조연
- 다테 미키오
- 토미자와 타케시
- 우노 쇼헤이
- 아마키 샐리
- 에바라 마사시
- 쿠와시마 호우코
- 사토 타쿠야
- 히로세 유야